# 台湾丝瓜花
台湾丝瓜花（学名：Clematis morii）为毛茛科铁线莲属下的一个种。

## 扩展阅读
維基物種上的相關：台湾丝瓜花